# Quesnoy-sur-Deûle

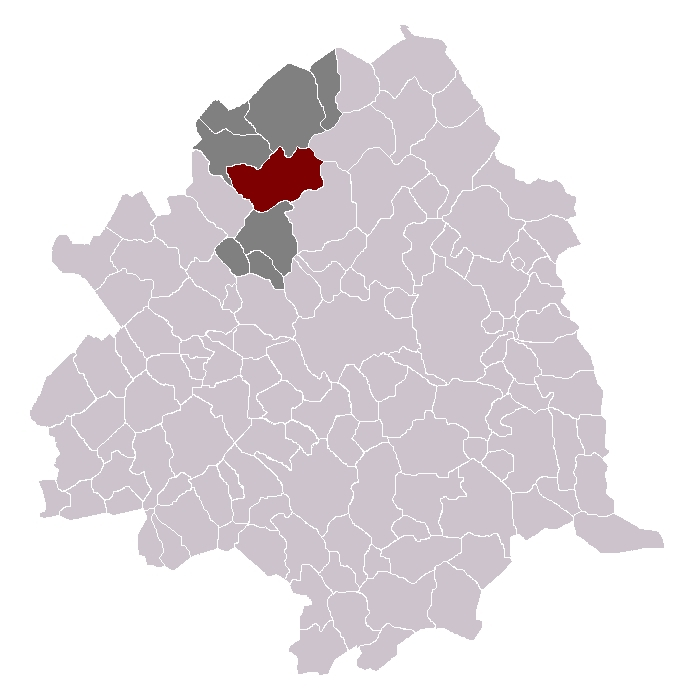
Ubicació de Quesnoy-sur-Deûle dins del cantó i el districte

Quesnoy-sur-Deûle és un municipi francès, situat a la regió dels Alts de França, al departament del Nord al marge del Deule canalitzat. L'any 2006 tenia 6.893 habitants. Limita al nord-oest amb Deulemonde, al nord amb Comines, al nord-est amb Linselles, a l'est amb Wambrechies, al sud-oest amb Frelinghien i al sud amb Verlinghem

## Demografia
| Evolució de la població Cassini i INSEE] |       |       |       |       |       |       |       |       |
| 1793                                     | 1800  | 1806  | 1821  | 1831  | 1836  | 1841  | 1846  | 1851  |
| 3 672                                    | 4 002 | 4 081 | 4 296 | 4 209 | 4 207 | 4 233 | 4 184 | 4 238 |

| 1856  | 1861  | 1866  | 1872  | 1876  | 1881  | 1886  | 1891  | 1896  |
| ----- | ----- | ----- | ----- | ----- | ----- | ----- | ----- | ----- |
| 4 317 | 4 446 | 4 512 | 4 660 | 5 014 | 5 051 | 5 064 | 5 328 | 5 254 |

| 1901  | 1906  | 1911  | 1921  | 1926  | 1931  | 1936  | 1946  | 1954  |
| ----- | ----- | ----- | ----- | ----- | ----- | ----- | ----- | ----- |
| 5 040 | 5 045 | 5 121 | 2 533 | 3 400 | 3 588 | 3 503 | 3 720 | 3 990 |

| 1962  | 1968  | 1975  | 1982  | 1990  | 1999  | 2006 | 2011 | 2016 |
| ----- | ----- | ----- | ----- | ----- | ----- | ---- | ---- | ---- |
| 4 106 | 4 588 | 4 810 | 5 427 | 5 775 | 6 380 | -    | -    | -    |

| 2019 | - | - | - | - | - | - | - | - |
| ---- | - | - | - | - | - | - | - | - |
| -    | - | - | - | - | - | - | - | - |

## Administració
| Període   | Identitat          | Partit |
| --------- | ------------------ | ------ |
| 1945-1971 | Albert Walquemanne |        |
| 1971-1972 | Géry Crépel        |        |
| 1972-1989 | Jacques Grave      |        |
| 1989 -    | Roger Lefebvre     |        |

## Agermanaments
- Swisttal